# Bifrenaria atropurpurea
Bifrenaria atropurpurea là một loài lan và loài điển hình của chi Bifrenaria.